# Д’Агостино, Гаэтано
Гаэтано Д’Агостино (итал. Gaetano D'Agostino; 3 июня 1982, Палермо) — итальянский футболист, полузащитник и тренер.

## Карьера

### Клубная
Д’Агостино начал заниматься футболом в школе «Палермо» из его родного города. После того, как в одном из сезонов Гаэтано забил более 100 мячей, на него обратили внимание скауты столичной «Ромы» и в 16 лет он оказался в её школе. И при Земане, и при Капелло он нередко привлекался к тренировкам с основным составом. Дебютировал в Серии А Гаэтано в 2000 году в матче с «Брешиа». В том сезоне «Рома» стала чемпионом Италии и Д’Агостино, кроме матча с «Брешиа» больше не игравший, также стал частью чемпионского состава. Однако закрепиться в клубе он всё же не смог и 50 % прав на игрока были переданы клубу «Бари», став частью сделки по Антонио Кассано.
В «Бари» Д’Агостино провел 70 матчей за 2 сезона. Клуб в это время являлся середняком Серии B. Гаэтано регулярно призывался в сборные Италии разных возрастов. В составе итальянской молодёжной сборной выиграл Чемпионат Европы 2004 года.
В 2003 году вернулся в «Рому», нередко появлялся на поле в конце сезона 2003/04. Однако закрепиться в основе римлян у Гаэтано вновь не получилось, и он был продан в «Мессину», которая вернулась в Серию А. «Честно говоря, думал, мне удастся реализовать себя в „Роме“, однако что-то не сложилось» — заявил он после этого перехода. Д’Агостино хорошо проявил себя в составе сицилийцев, сыграв 42 матча и забив 5 голов.
Летом 2006 года права на игрока выкупил «Удинезе». Гаэтано сразу закрепился в основе клуба, а после прихода Гёкхана Инлера сумел создать с ним сильную связку в полузащите. Окончательно талант Д’Агостино раскрылся в сезоне 2008/09, в котором сыграл 36 и матчей и показал необычайно высокую для себя результативность, забив 11 мячей. В «Удинезе» выполнял роль плеймейкера и являлся штатным испольнителем штрафных ударов. В сезоне 2007/08 стал лидером Серии А по количеству результативных передач.
В декабре 2008 года Д’Агостино мог оказаться в казанском «Рубине», а летом 2009 был близок к переходу в «Ювентус» или «Реал», но оба клуба посчитали сумму, запрошенную «Удинезе» за игрока слишком большой и приобрели других футболистов, «Ювентус» подписал бразильца Фелипе Мело, а «Реал» — Хаби Алонсо. Позже Д’Агостино заявил, что не жалеет о несостоявшихся переходах: «Я нисколько не жалею, что остался в „Удинезе“. Здесь мой дом, где я чувствую себя хорошо, я чист перед своей совестью».
7 июня 2010 года Д’Агостино всё же покинул «Удинезе», перейдя в «Фиорентину», выкупившую половину прав на футболиста. В своём последнем сезоне в составе клуба из Удине он провёл 20 матчей и забил один гол.

### Сборная
В 2004 году Д’Агостино стал чемпионом Европы в составе молодёжной сборной Италии.
18 ноября 2008 года был Марчелло Липпи вызвал Д’Агостино в первую сборную на матч с командой Греции, однако игрок на поле не появился. Дебютировал в составе «скуадры адзурры» 6 июня 2009 года в товарищеском матче со сборной Северной Ирландии.

## Достижения
Рома
- Чемпион Италии: 2001

Молодёжная сборная Италии
- Чемпион Европы: 2004